# Orectanthe
Orectanthe är ett släkte av gräsväxter. Orectanthe ingår i familjen Xyridaceae.
Kladogram enligt Catalogue of Life:
| Orectanthe | \| \| Orectanthe ptaritepuiana \| \| \| \| \| \| Orectanthe sceptrum \| \| \| \| |
|            | \| \| Orectanthe ptaritepuiana \| \| \| \| \| \| Orectanthe sceptrum \| \| \| \| |
|            | Abolboda                                                                         |
|            |                                                                                  |
|            | Achlyphila                                                                       |
|            |                                                                                  |
|            | Aratitiyopea                                                                     |
|            |                                                                                  |
|            | Xyris                                                                            |
|            |                                                                                  |
|            | Orectanthe ptaritepuiana                                                         |
|            |                                                                                  |
|            | Orectanthe sceptrum                                                              |
|            |                                                                                  |

|  | Orectanthe ptaritepuiana |
|  |                          |
|  | Orectanthe sceptrum      |
|  |                          |

## Bildgalleri

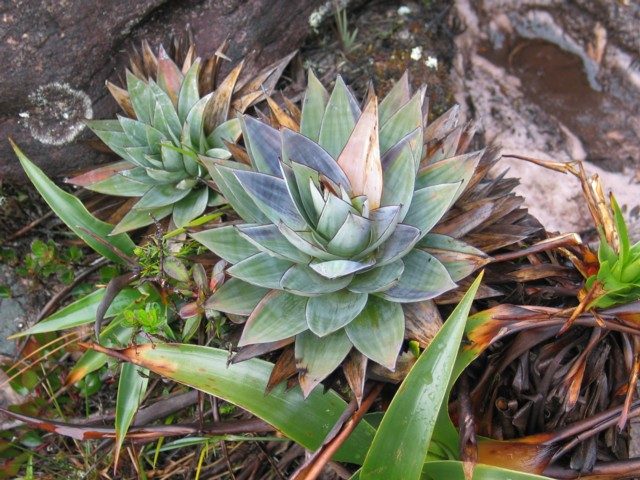